# Монастир Ватопед
40°18′51″ пн. ш. 24°12′40″ сх. д. / 40.31417° пн. ш. 24.21111° сх. д.
Монастир Ватопед (грец. Βατοπέδι) — грецький православний чоловічий монастир на Святій Горі Афон у Греції, другий в ієрархії афонських монастирів, один з найстародавніших і найбільших. Знаходиться на північно-східному узбережжі півострова Айон-Орос, між монастирями Есфігмен і Пантократор.

## Походження назви
Назву Ватопед монастир отримав від того, що поблизу того місця, де пізніше зведено обитель, в 395 році впав в море з корабля юний царевич Аркадій та чудним заступництвом Божої Матері був перенесений на берег цілим і неушкодженим. Тут знайшли його стоячи під кущем. Від цієї події і походить назва «ватопед» («кущ юнака»).

## Історія
За переказами, монастир у його нинішньому вигляді створено близько 972—985 років трьома багатими і знатними людьми: Афанасієм, Ніколаєм та Антонієм. Вони прийняли чернецтво і стали учнями преподобного Афанасія Афонського, який відправив їх жити на те місце, де зараз стоїть монастир Ватопед.
Головний собор монастиря зведений у 10 столітті і освячений на честь Благовіщення Пресвятої Богородиці, тому престольне свято монастиря — 25 березня за юліанським календарем (7 квітня за новим стилем). Крім соборного храму в обителі ще шістнадцять параклісів (невеликих церков). На Святій Горі монастирю належать два скити, вони присвячені святому Димитрію Солунському і апостолу Андрію Первозванному (колишній російський Андріївський скит у Карієсі) і двадцять сім келій, також є подвір'я за межами Афону. У 1743—1759 роках тут існувала знаменита Афонська академія.
Настінні розписи замальовані в 1819 році. Лише кілька з них збереглися у притворі, але і вони свідчать про високу майстерність, динамічність і емоційну виразність живопису, датованого приблизно 1312 роком. За припущенням дослідників ці фрески створили два художники, одним з яких може бути македонський іконописець Мануель Панселінос.
Зберігся барельєф приблизно 1472 року з зображенням другого ктитора монастиря -  господаря Стефана IV Великого і його герб.
В травні 1992 року до  Ватопеда відійшов Іллінський скит через те, що його ченці з Російської зарубіжної церкви відмовилися поминати в своїх службах константинопольського патріарха, в юрисдикції якого знаходяться Святогірські монастирі, і були вислані з Афона.

### Скандал 2008 року
2008 року виявилось, що монастир Ватопед отримав від держави головну будівлю Олімпійського селища в Афінах і велику ділянку туристичної землі на кордонах Афону в обмін на 8 тисяч гектарів невикористовуваної землі. У результаті угоди втрачена вигода для держави могла скласти до 100 мільйонів євро. ЗМІ запідозрили низку членів кабінету від Нової демократії у здійсненні цього оборудку, що на думку багатьох аналітиків, призвело до різкого падіння рейтингів партії, яка рік по тому програла дострокові парламентські вибори ПАСОК і втратила владу Триває розслідування, хоча міністри, яких звинуватили у цій справі ЗМІ, згідно із грецьким законодавством, звільнені від відповідальності у зв'язку з розпуском парламенту, в якому вони були депутатами.
28 червня 2010 року на Ватопед Міністерство фінансів Греції офіційно подало скаргу до суду, яка вимагає виплатити державній казні 10 мільйонів євро як компенсацію збитків, завданих країні. 19 жовтня 2010 року парламентський комітет попереднього розслідування, у складі якого члени правлячої партії ПАСОК, рекомендував передати суду 5 колишніх міністрів: речника уряду та Державного міністра Теодороса Русопулоса, міністрів сільського господарства Евангелоса Вассіакоса та Александроса Контоса, заступника міністра фінансів Петроса Дукаса, міністра торгового флоту та острівної політики Греції Йоргоса Вулгаракіса.
17 листопада 2010 року Грецький парламент передав до суду справи колишніх міністрів Вассіакоса, Контоса і Дукаса. У відношенні колишніх міністрів Вулгаракіса і Русопулоса обмежилися розглядом парламентської комісії. У голосуванні не взяли участь депутати партії Нова Демократія і Народний православний заклик.

## Реліквії
У монастирі Ватопед зберігається пояс, який за переказами, носила Пресвята Богородиця і який пізніше подарувала апостолу Хомі під час свого Успіння. Прикрашениму сріблом та інкрустованому дорогоцінним камінням мощевику із мощами святого Івана Золотоустого приписуються дивовижні зцілення. У Благовіщенському храмі монастиря знаходиться Ватопедська ікона Божої Матері.
Бібліотека монастиря — одна з найбагатших на Афоні і містить приблизно 2 000 рукописів і понад 35 000 друкованих книг, серед яких кодекс 063 та кодекс 0102.

## Ігумени
- Єфрем (з 1990)